# 2843 Yeti
2843 Yeti је астероид главног астероидног појаса са пречником од приближно 10,40 .
Афел астероида је на удаљености од 2,594 астрономских јединица (АЈ) од Сунца, а перихел на 2,003 АЈ.
Ексцентрицитет орбите износи 0,128, инклинација (нагиб) орбите у односу на раван еклиптике 5,461 степени, а орбитални период износи 1273,141 дана (3,485 године).
Апсолутна магнитуда астероида је 13,0 а геометријски албедо 0,103.
Астероид је откривен 7. децембра 1975. године.